# 黃鍔
黃鍔（1937年12月13日—），出生於湖北，中華民國流体力学家，中央研究院院士，現任國立陽明交通大學腦科學研究所特聘教授;江苏爱谛研究院院长。

## 生平
黃鍔博士在1956年於省立新竹高中畢業，1960年畢業於國立台灣大學土木系，1967年獲得約翰霍普金斯大學流體力學博士學位。隨後曾任華盛頓大學海洋地理系研究員、北卡羅來納州立大學海洋地理學系副教授。
黃博士在1975年進入美國NASA工作，於2000年當選美國國家工程學院院士，2003年當選NASA年度發明家，2004年當選台灣中央研究院院士(第二十五屆)。，於2002至2006年期間，連續四年榮獲美國服務貢獻獎，於2006年在美國NASA榮退後，由國立中央大學榮聘台積電講座教授、數據分析方法研究中心主任，任职至2009年。2007年当选为中国工程院外籍院士。2010年至2017年担任哈佛大学动态生医指标暨转译医学研究中心共同主任。2019年，在南京江北新区创立江苏爱谛研究院，研究非线性科学。
1990年起，擔任《自然海洋地理學期刊》助理主編。

## 個性與習慣
黃院士，總是抱著謙卑的態度，將所得的榮耀歸功於自己的幸運，以及共同合作過的人與前輩，例如加州理工學院吳耀祖院士、約翰霍普金斯大學歐文費利浦教授等人指導和鼓勵。
在家時愛好勞動以養筋骨，如：整理前後庭園等；反之，清靜時喜好研究中國古代古文，如：甲骨文等。

## 希爾伯特-黃轉換之成就
於1998年時，提出希爾伯特-黃轉換（Hilbert-Huang Transform）應用於信號處理上，因此改變了人們對於以往非穩態與非線性訊號完全束手無策的處境。除此之外，希爾伯特-黃轉換也可提高線性與穩態訊號分析的準確性。
黃博士在流體力學相關領域的國際著名期刊上，已發表學術論文已高達一百多篇。
由於希爾伯特-黃轉換的重大發明，目前已取得美國多項專利。

## 榮譽與獎項
- 约翰霍普金斯大学杰出校友奖 (Distinguished Alumnus Award),  2016

- 中国工程院外籍院士, 2007。

- Service to America Medal, Science and Environment, 2006。

- NASA Medal for Exceptional Technology Achievement, 2005。

- 院士，中央研究院(ademician, Academia Sinica), 2004。

- Presidential Rank Meritorious Award, 2004。

- Member, National Academy of Engineering, 2000。

- NASA Inventor of the Year, 2003。

- NASA Goddard Space Flight Center, James Kerley Award, 2003。

- NASA Exceptional Space Act Award, 2003。

- NASA Exceptional Space Act Award, 2002。

- R&D 100 Award, 2001。

- Outstanding Alumnus, Civil Engineering Department, National Taiwan University, 2001。

- Federal Laboratory Consortium Technology Development Award, 2001。

- Federal Government Technology Leadership Award, 1999。

- NASA Exceptional Space Act Award, 1998。

- NASA Laboratory for Hydrospheric Process, Best Publication Award, 1997。

- NASA Medal for Meritorious Service, 1985。

- Whitehead Fellowship, The Johns Hopkins University, 1962 1967。

## 希爾伯特-黃轉換之運用範疇
- 地震、地下水及海水溫度之相關議題。
- 氣候變遷及全球暖化之相關議題。
- 海嘯及潮汐監控之相關應用。
- 經濟變遷之相關議題。
- 健康與生醫工程上之應用。
- 橋梁、公路安全檢測之應用。
- 語音信號處理應用。

## 家族
- 父：黃劍秋[4]
- 兄：黃鐘（1924-1953、前台中一中數學老師）[4]